# Fluxus

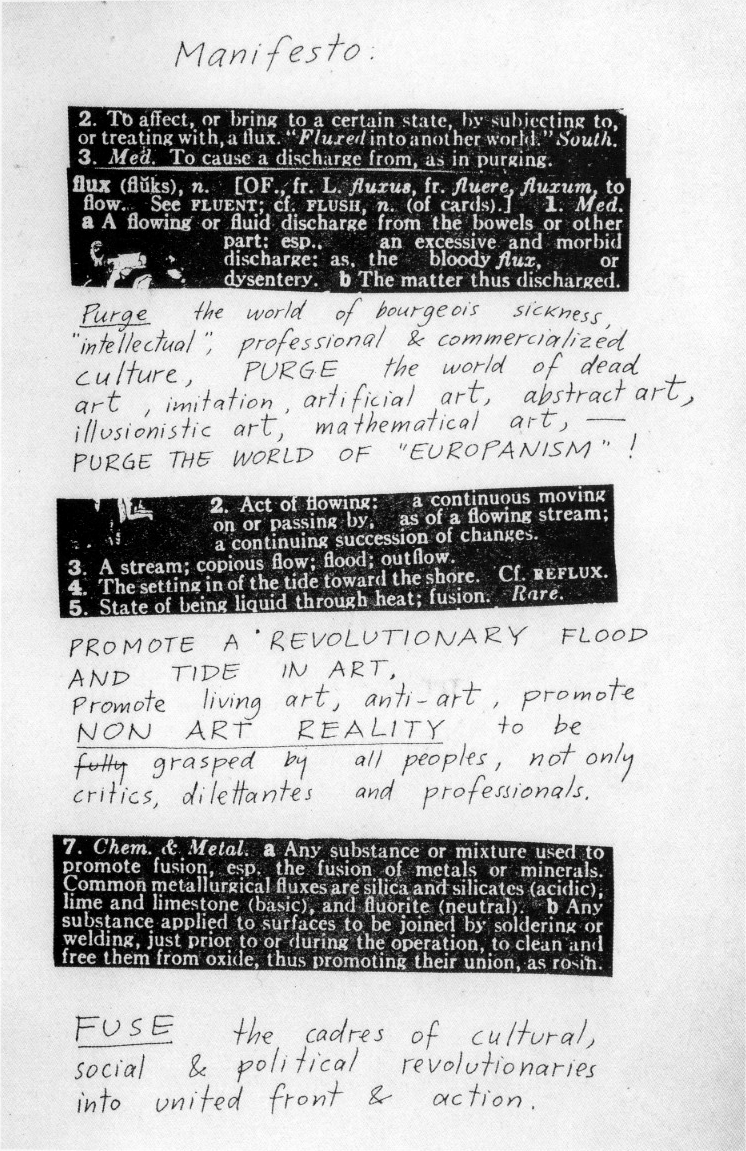
Manifest opracowany przez George'a Maciunasa, Düsseldorf (luty 1963)

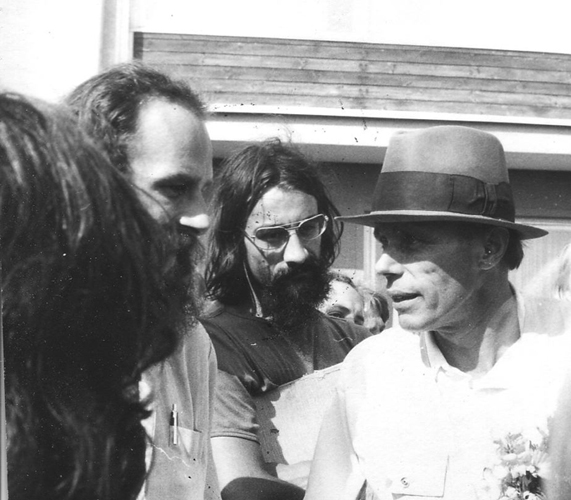
Joseph Beuys w 1973

Fluxus (z łac. „płynący”) – międzynarodowy ruch artystyczny w sztuce XX wieku patronujący działaniom wielu dziedzin (sztuki wizualne, poezja, muzyka) i artystom o różnych postawach i doświadczeniach sztuki, ale charakteryzujących się przekraczaniem wąskich specjalności, specyficznym humorem, dystansem do tradycyjnej sztuki. Nawiązywali do ruchu dada, inspiracją był dla nich Marcel Duchamp, a także John Cage.

## Powstanie ruchu
Idee, które rozwijał Fluxus, od lat 50. pojawiały się w twórczości takich artystów jak John Cage, La Monte Young, George Brecht, Yoko Ono, Robin Page, Dick Higgins, Nam June Paik, Wolf Vostell i wielu innych zajmujących się muzyką eksperymentalną, poezją konkretną, happeningami czy akcjami.
Nazwa Fluxus została wymyślona przez George'a Maciunasa jako tytuł czasopisma, które zamierzał wydać. Czasopismo miało traktować o tym rodzaju twórczości (akcje, eksperymenty itd.), a każde wydanie miało być inne, stanowić jakąś osobną całość. Stąd też nazwa nawiązywała do zmiany, do łacińskiego słowa znaczącego płynąć. Pierwszy koncert Fluxusu zorganizowany w Wiesbaden (1962) miał wypromować to przedsięwzięcie. Czasopismo się nie ukazało, ale nazwa przylgnęła do koncertów. W 1963 Maciunas przeniósł się do Nowego Jorku. Tam swoje wydawnictwo „Something Else Press” otworzył Dick Higgins, publikując teksty artystów związanych z Fluxusem (1964–1974). Festiwale grupy szybko stały się sławne, a grupa Fluxus przerodziła się w międzynarodowy ruch z różnymi ośrodkami na całym świecie m.in. w Nowym Jorku (Maciunas), w Kolonii (Tomas Schmit, Wolf Vostell), we Francji (Ben Vautier), w Pradze (Milan Knižák), w Kalifornii (Ken Friedman).

## Festiwale i koncerty
Pierwszy z wielu międzynarodowych festiwali – Fluxus International Festspiele – odbył się w Muzeum Wiesbaden (Niemcy) w 1962 i składał się z czternastu koncertów, które łączyły muzykę ze sztuką akcji (happening). Brali w nim udział m.in. Joseph Beuys, George Brecht, John Cage, Alison Knowles, Wim T. Schippers, Wolf Vostell, Robert Watts. Wykonano na nim trzy Bagatele Györgya Ligetiego (pierwsza zawierała 1 dźwięk, w dwóch następnych panowała cisza – różniły się tylko opisem). Piłowano fortepian, a w utworze Nam June Paika One for Violin solo zniszczono skrzypce. Podobne festiwale miały miejsce w Düsseldorfie, Wuppertal, Paryżu, Kopenhadze, Amsterdamie, Nicei, Sztokholmie i Oslo w latach 1962 i 1963. W 1966 festiwal odbył się w Pradze.
Wydarzenia organizowane przez artystów Fluxusu często tytułowano koncertami. Program festiwalu w Pradze w 1966 obejmował 7 koncertów, na których wykonywano "musical pieces". M.in. wykonano wtedy III Symfonię George Brechta: Na znak dyrygenta muzycy cicho i w unisono zsuwają się z krzeseł. W 1964 w Berlinie wiolonczelistka Charlotte Moorman wykonała Wariacje na temat Saint-Saënsa skomponowane przez Nam June Paika, wchodząc do wanny z wodą i policzkując kompozytora, zgodnie z zaleceniami partytury. W 1966 w Nowym Jorku za wykonanie Opera sexatronique parę tych artystów aresztowała policja, gdyż w trakcie grania Opery Moorman robiła striptiz.

## Główne cechy

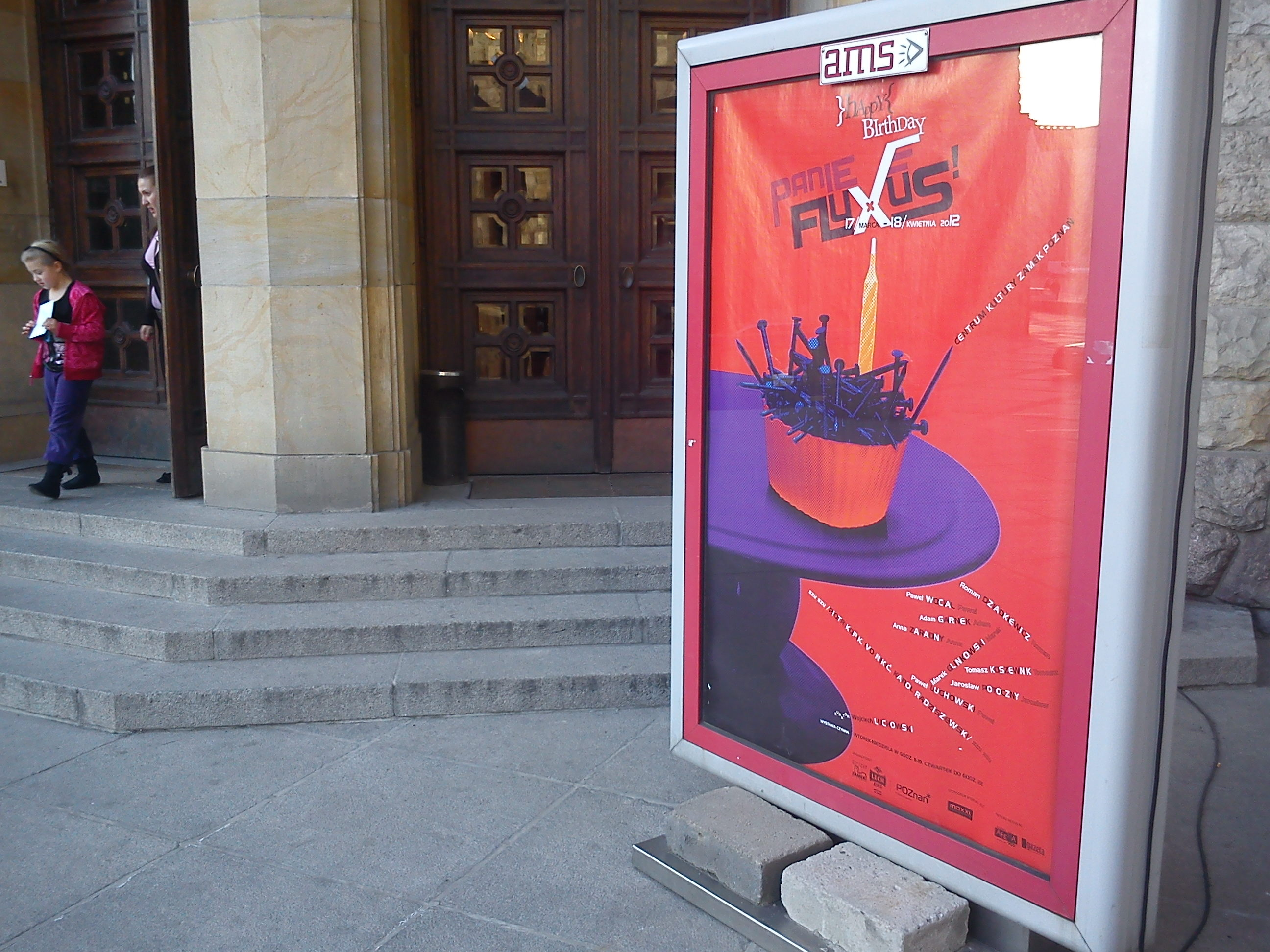
Wystawa poświęcona Fluxusowi w Poznaniu (marzec/kwiecień 2012)

Fluxus charakteryzował się znoszeniem granic między tradycyjnie pojmowaną sztuką a prozą życia. Formy działania artystycznego były tylko częściowo zaplanowane, dopuszczały udział widzów. Były bardzo różnorodne: od rzeźby i malarstwa do happeningów i eksperymentalnej muzyki i poezji. Niekiedy akcje Fluxusu nosiły akcenty polityczne. Artyści Fluxusu wnieśli duży wkład w rozwój happeningu, performance, konceptualizmu i mail art (sztuka poczty). Charakterystyczne dla tego ruchu jest uznanie w działaniach sztuki czynnika przypadku, amatorskości (tendencja, której można szukać już u dadaistów). Działania te cechuje też spontaniczność, podobne poczucie humoru, czasem ironiczne ale bardziej przypominające dziecięcą radosność (była to zabawa w sztukę, zabawa sztuką, sztuka zabawy), jednak przy całym dystansie tej sztuki okazały się te działania również trafną refleksją i ważnym głosem w dialogu o sztuce (miejscu, roli...). Fluxus poszerzał wąskie dyscypliny sztuki (wprowadzono termin: intermedia). Wielu artystów uczestniczących w tym ruchu rozwinęło później swoją twórczość w indywidualnym kierunku, reprezentującą często odmienne postawy. Największy rozkwit tego ruchu przypada na lata 60. i 70. XX wieku.
Fluxus uważany był za kierunek głównie zachodnioeuropejsko-amerykański. O udziale artystów z Polski i innych krajów komunistycznych w tym ruchu opinia publiczna szerzej dowiedziała się dopiero w wyniku wystawy zorganizowanej w 2007 roku w Berlinie, a później pokazanej także w Krakowie. W Polsce głównym ośrodkiem Fluxusu był Poznań. Obecnie prace artystów z kręgu Fluxusu znajdują się w wielu zbiorach, m.in. w Muzeum Narodowym w Warszawie.

## Członkowie
Artyści uczestniczący w ruchu Fluxus nie tworzyli związanej grupy. Ich wspólne działania miały niekiedy charakter towarzyski, czasem występowali indywidualnie. Byli to m.in.:
- w Japonii – Takehisa Kosugi, Ay-O, Yoko Ono, Shieko Shiomi, Takako Saito, Mieko Shiomi
- w Stanach Zjednoczonych – John Cage, La Monte Young, Jackson Mac Low, George Brecht, George Maciunas, Robert Watts, Dick Higgins, Alison Knowles, Terry Riley, Carolee Schneemann
- w RFN – Joseph Beuys, Nam June Paik, Wolf Vostell, Tchomas Schmit, Benjamin Patterson, Karlheinz Stockhausen
- we Francji – Robert Filiou, Emmett Williams, Daniel Spoerri, Ben Vautier, Jean Jacques Lebel, Charles Dreyfus
- w Holandii i Danii – Wilhelm de Rider, Artur Koepcke, Henning Christiansen, Eric Andersen
- w Czechosłowacji – Mílan Knižak
- w Polsce – Jarosław Kozłowski, Andrzej Mitan[9]